# ベルギー高速鉄道4号線

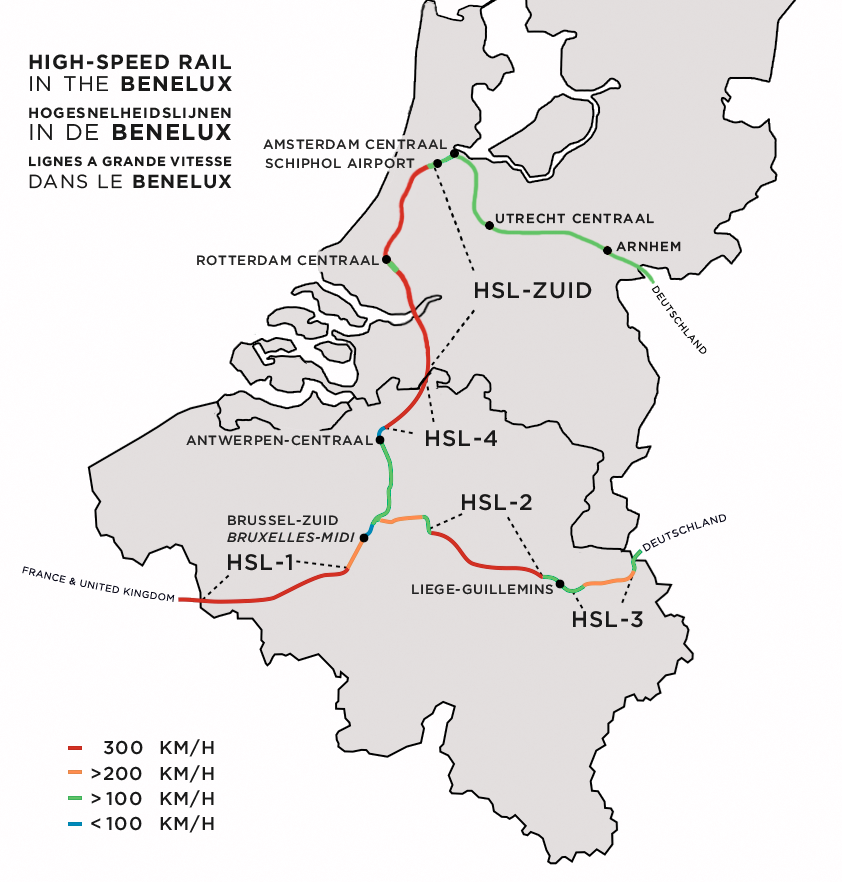
国境より南側がHSL 4

ベルギー高速鉄道4号線(nl:Hoge SnelheidsLijn 4,HSL 4,HSL-Noord)はベルギーの高速鉄道路線である。Hogesnelheidslijn Schiphol - Antwerpen(スキポール・アントウェルペン高速線)のうちベルギー側を構成する路線でブリュッセルとオランダ国境を結び、路線長は87kmで、40kmの区間が新たに建設された専用の高速線、47kmが在来線の改良区間である。完成は2007年を予定していたが、信号保安設備の問題などから開業は遅れ、2009年より運行を開始した。オランダ側はHSL-Zuidがスキポール空港駅まで高速線を構成している。
フランス国境からのHSL 1と当路線の結合によってブリュッセルとパリ、オランダ方面の所要時間が大幅に短縮される。開業後はタリスや高速鉄道企業連合"High Speed Alliance"(KLMとオランダ鉄道の構成)の運行する列車に利用される。

## 路線経路
ブリュッセル南駅を列車は北方向に進み、ブリュッセル中央駅、ブリュッセル北駅を通過する。スカルベークで2線に分かれる。リエージュ、ドイツ国境方面など東側に進む路線はHSL 2である。当路線はそのまま北側へ進みアントウェルペン、オランダ国境へ向かう。ブリュッセル、アントウェルペン間47kmは列車は160km/hで在来線の改良区間を進む。一部区間では最高速度が120km/hに制限されている。
アントウェルペンではアントウェルペン中央駅を直接通れるよう、高速列車用に市の地下にトンネルが建設された。トンネルを90km/hで通過する。当線は地上区間に戻り、アントウェルペン＝ダム駅を過ぎると、アルバート運河を渡り、在来線のアントウェルペン・エッセン線と一緒になる。高速道路E19・A12号線の分岐点で列車は在来線を離れ、オランダ国境までの全長40kmの高速新線の軌道を300km/hで進む。このルートはE19号線と国境まで並行で幾つかの橋の建設が必要であった。スコーテン(Schoten)、ブラースハート(Brasschaat)、ブレフト(Brecht)、Wuustwezel、ホーグストラーテン(Hoogstraten)などアントウェルペン州の各地をオランダ国境を越える前に通過する。オランダに入るとそのまま、HSL-Zuidとなりアムステルダム方面に向かう。

## アントウェルペン中央駅周辺の改良

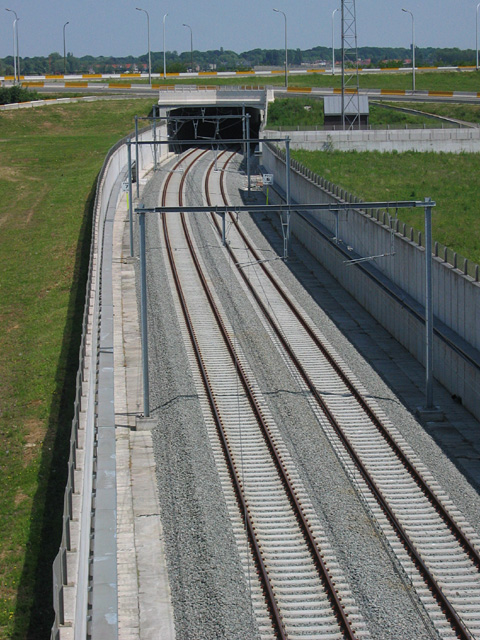
アントウェルペン北側のトンネル入口
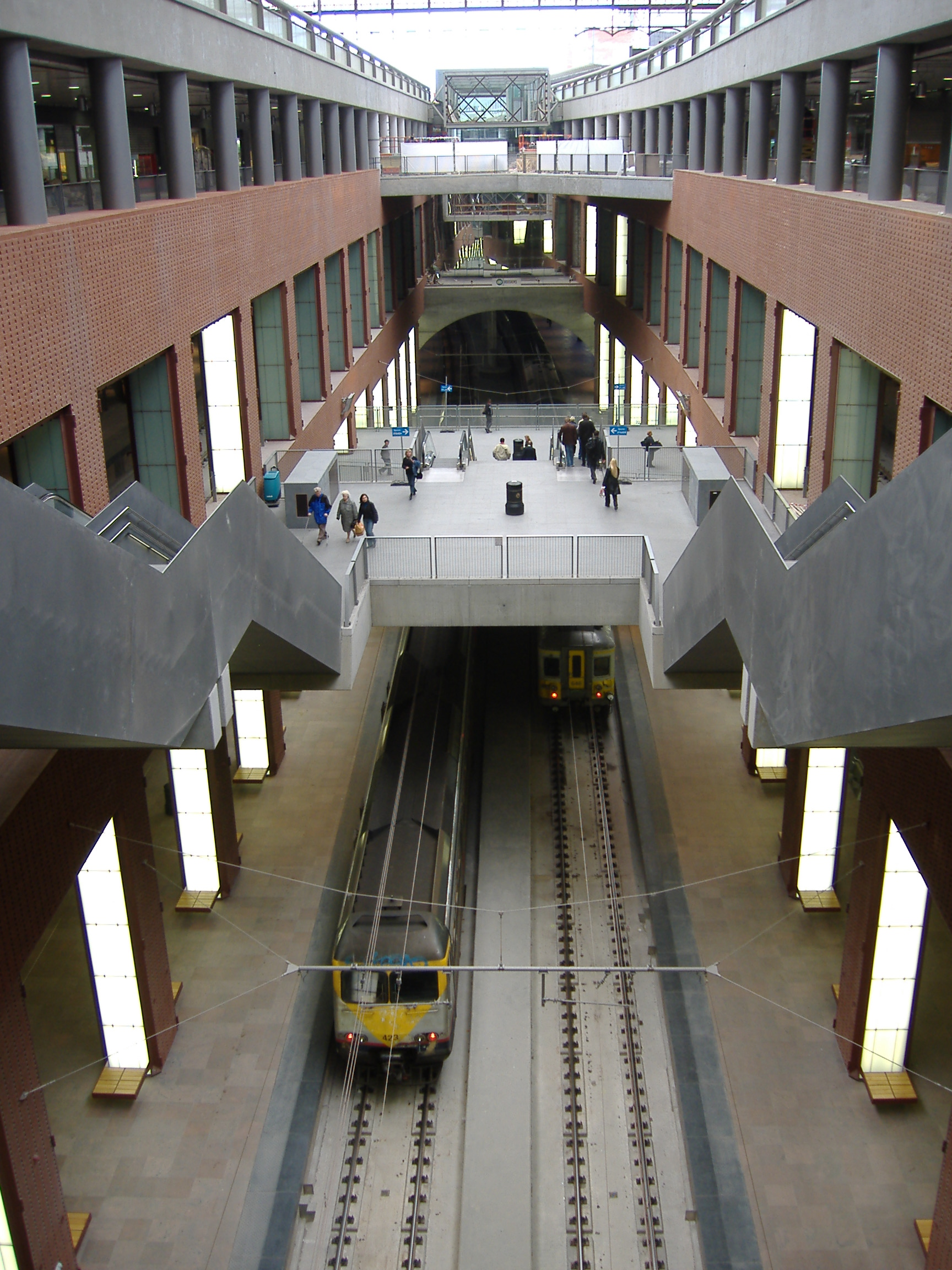
アントウェルペン中央駅の地下ホーム
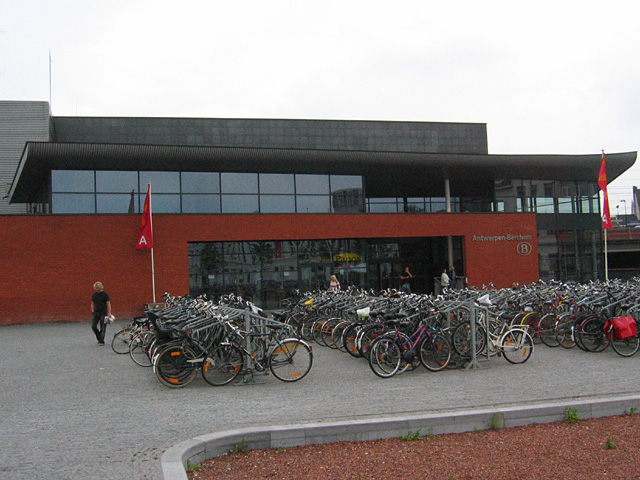
アントウェルペン＝ベルヘム駅
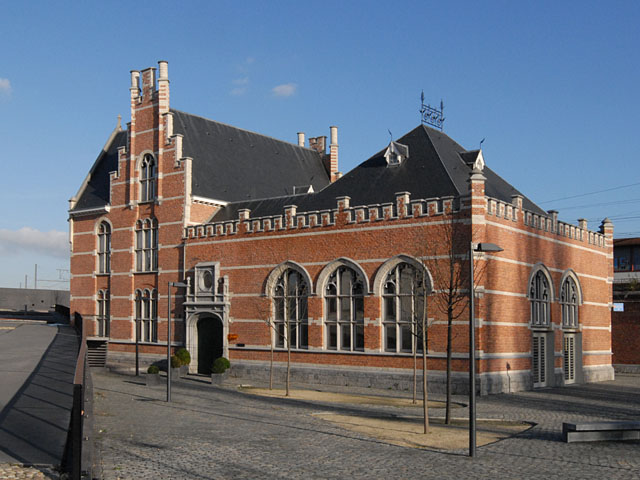
アントウェルペン＝ダム駅

2007年3月23日にアントウェルペンの幹線鉄道の南北を連絡する路線が開業した。このプロジェクトはアントウェルペン＝ベルヘム駅とアントウェルペン＝ダム駅間3.8kmを結ぶトンネルの建設が進められ、地下18mを通過する単線トンネル2本が完成した。事業費総額は7億6,500万ユーロで頭端式高架ホームだった、アントウェルペン中央駅での折り返し運転が解消される。貫通型のホームは地下2階に4線分が設けられ3月26日からベルギー国鉄のローカル列車が発着している。列車は12月のダイヤ改正まで徐々に増やされ、地下1階の頭端ホームが4線開業すると、高架階の6線も含めて14線全部の使用が可能になる。5月には120の店舗も開業している。

## 参考・引用文献
- 鉄道ジャーナル　2007年9月号　136頁　Overseas Railway Topics